# Allison Model 250
Allison Model 250, trenutno  Rolls-Royce M250, (ameriška vojaška oznaka T63 in T703) je družina zelo uspešnih turbogrednih motorjev (za pogon helikopterjev) in turbopropelerskih motorjev (za pogon letal). Leta 1995 je Rolls-Royce prevzel Allison Engine Company in nadaljeval s proizvodnjo. Zgradili so več kot 30000 motorjev, okrog 16000 jih je še v uporabi. Najmočnejša različica razvija okrog 650 KM. 

## Uporaba
Letala
- Aermacchi M-290 RediGO
- BAE Systems Mantis
- Beechcraft Bonanza {Prop-jet conversions}
- Britten-Norman BN-2T Turbine Islander
- Extra EA-500
- Fuji T-5
- Fuji T-7
- GAF Nomad
- Gippsland GA10
- Grob G 120TP
- Partenavia AP.68TP variants - Spartacus & Viator
- RFB Fantrainer
- SIAI-Marchetti SF.260TP
- SIAI-Marchetti SM.1019
- Soloy Cessna 206 turbine conversion
- Cessna P210 Silver Eagle O&N Aircraft Modifications - onaircraft.com

Helikopterji
- Agusta A109A
- Bell 206B/L/LT
- Bell 407
- Bell 222SP
- Bell 230
- Bell 430
- Bell OH-58 Kiowa
- Bell YOH-4
- Boeing AH-6
- Cicaré CH-14
- Enstrom 480
- Eurocopter AS350 Soloy AS350RM AllStar
- Eurocopter AS355F
- Fairchild Hiller FH-1100
- Hughes OH-6 Cayuse
- MBB Bo 105
- MD Helicopters MD 500
- MD Helicopters MD 600
- MD Helicopters MH-6 Little Bird
- Northrop Grumman MQ-8 Fire Scout
- PZL Kania
- PZL SW-4
- Schweizer 330/330SP
- Schweizer S-333
- Sikorsky S-76
- Kamov Ka-226

Druga uporaba
- Loral GZ-22, zračna ladja
- MTT Turbine Superbike, motocikel

## Specifikacije(T63-A-5)
- Tip: Turbogredni motor
- Dolžina: 40,5 in (1029 mm)
- Premer: 22,5 in (572 mm)
- Teža: 136 lb (62 kg)

- Kompresor: 6-sopenjski aksialni in 1-stopnejski centrifugalni
- Zgorevalna komora: cevasta
- Turbina: 2-sopenjska aksialna (za pogon gas generatorja) + 2-sopenjska aksilna prosta (pogonska) turbina
- Gorivo: kerozin
- Največja moč: 250 KM (190 kW) pri vzletu (15 °C)
- Tlačno razmerje: 6,2:1
- Masni pretok zraka: 1 kg/s
- Temperatura ob vstopu v turbino: 1805 °F (985 °C)
- Specifična poraba goriva: 0,77 lb/KM·h (0,468 kg/kW·h) pri 90% potovalni moči
- Razmerje moč/teža: 1,838 KM/lb (3,022 kW/kg)